# سوء استخدام المنصب العام
سوء استخدام المنصب العام (بالإنجليزية: Misfeasance in public office) ويعرف أيضاً بسوء الأداء في المناصب العامة، هو سبب دعوى في المحاكم المدنية في إنجلترا وويلز وبعض دول الكومنولث. وهو إجراء يتخذ ضد صاحب المنصب العام، حيث يدعي في جوهره أن صاحب المنصب العام قد أساء استخدام سلطته أو أستخدمها في انتهاك حقوق الآخرين.
يعود تاريخ أول قضية محكمة لسوء استخدام المنصب العام إلى عام 1703 في إنجلترا. عندما قرر رئيس القضاة السيد جون هولت أن من حق مالك أرض مقاضاة شرطي حرمه من حقه في التصويت. وفي حادثة أخرى عام 1985م تم إعادة استخدام هذا النوع من الدعاوى القضائية من قبل منتجي لحم الديك الرومي الفرنسي ليتمكنوا من مقاضاة وزارة الزراعة بسبب نزاع أضر بمبيعاتهم.
وبشكل عام، يكون المدعى عليه المدني هو المسؤول عن سوء التقدير إذا كان هو المسؤول أيضا بمسؤولية الرعاية اتجاه المدعي، وخرق المدعى عليه واجب الرعاية  من خلال أداء عمل أو تصرف قانوني لكنه كان بصورة غير صحيحة، وأدى هذا الأداء غير المناسب والصحيح إلى الإضرار بالمدعي. من الناحية النظرية، يختلف سوء التقدير عن الامتناع (عدم التصرف). حيث أن الامتناع وعدم التصرف هو الفشل في الأداء والتصرف الذي ينتج عنه ضرر لطرف آخر. ولكن على النقيض من هذا فإن سوء التقدير هو عبارة عن بعض الأعمال المؤكدة التي على الرغم من أنها قانونية إلا أنها تسبب الضرر للآخر. ولكن من الناحية العملية، يكون التمييز مربكا وغير مفيد. حيث إنه غالبا ما تواجه المحكمة صعوبة في تحديد ما إذا كان الضرر ناتجا عن عدم التصرف أو عن فعل تم تنفيذه ولكن بشكل غير صحيح.

## الأسباب ( Grounds )
في معظم الحالات، فإن أساسيات رفع دعوى بخصوص ( سوء التصرف في المنصب العام ) تكون بحالة أن صاحب المنصب قد تصرف بشكل غير قانوني، وكان يعلم أنه يفعل ذلك، وكان يعرف أو كان يجب أن هذه الخسارة ستؤثر بشكل أو بآخر على الطرف الثالث والأطراف الخارجية الأخرى.

## بنك الائتمان والتجارة الدولي ( BCCI )
كإجراء قانوني مدني، عندما زاد سوء تصرف أصحاب المناصب العامة في السنوات الأخيرة، وقد وضح القانون قضية التقاضي الذي ينطوي على انهيار بنك الائتمان والتجارة الدولية. وأوضح الحكم أن هناك نوعين من سوء التصرف في الوظائف العامة. والأول يعرف باسم (الخبث المستهدف) وذلك عندما يسيء موظف عمومي استخدم منصبه بدافع إلحاق الضرر بالمدعي. والثاني يسمى (الخبث غير المستهدف)حيث يتم ارتكاب هذا من قبل موظف عمومي يتصرف بطريقة معممة، مع العلم أنه ليس مخولا قانونيا للقيام بالعمل المشتكى منه.

## سكة الحديد ( Rail track )
في يوليو لعام 2005، قام 49,500 من المساهمين الخاصين في شركة البنية التحتية الوطنية للسكك الحديدية البريطانية Railtrack بمقاضاة وزير الدولة للنقل وذلك للحصول على تعويضات، زاعمين أنه في أكتوبر عام 2001، كان صاحب ذلك المكتب ستيفن بايرز هو النائب، قد تصرف بشكل غير قانوني في التخطيط لوضع شركتهم في الإدارة على أساس أنها معسرة. وفشل الإجراء القانوني لأنه كان على المساهمين إثبات العكس وبالإضافة إلى الأسباب المحددة أعلاه هو الخبث من جهة بايرز. وأيضا أنه لم يكن لديهم الأدلة للقيام بدلك.